# Jennifer Haben

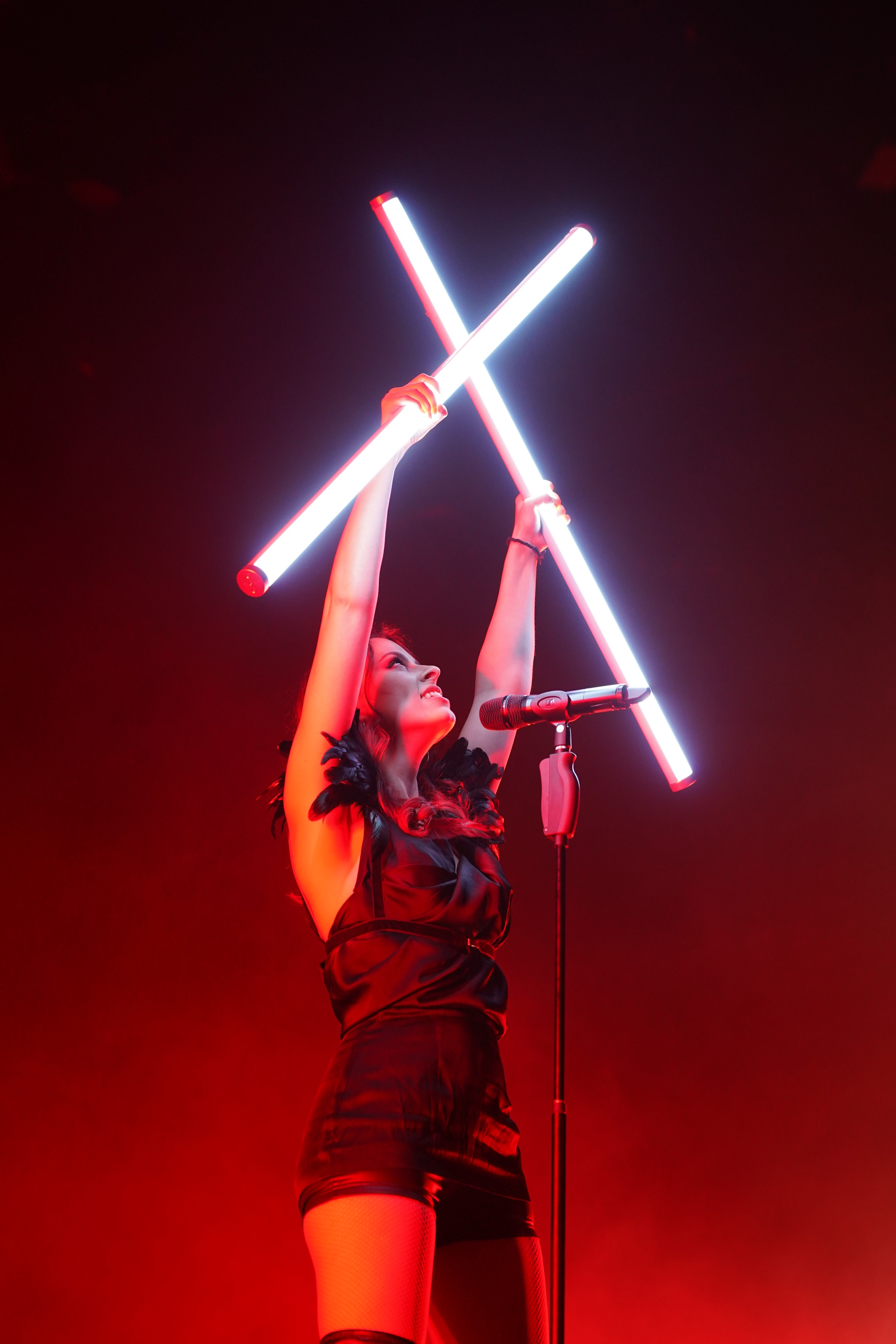
Jennifer Haben, European Co-Headline Tour 2022

Jennifer Haben (16 de julio de 1995, Sankt Wendel, Sarre, Alemania) es una cantante alemana, conocida por ser la vocalista de la banda de metal sinfónico Beyond the Black.

## Carrera musical
Jennifer comenzó a tomar clases de piano a los 6 años de edad y saxofón desde los nueve. Además aprendió a tocar guitarra con su madre y a componer sus primeras canciones a muy temprana edad. Durante su etapa escolar, Jennifer junto con su hermano formaron una banda llamada Speed, la banda más joven de la localidad de Sarre. El año 2006 participó en un programa de televisión alemán TV total, donde cantó y tocó saxofón, y de tal manera que fue ganadora el 2007 del KiKA Summer Competition a los once años.
A partir del año 2010, Jennifer formó parte de una banda pop femenina llamada Saphir, formada por niñas ganadoras de "La Mejor Voz" de KiKA entre los años 2007-2010. El 2014, Haben cofundó la banda de metal sinfónico Beyond the Black, con gran éxito, siendo invitados el mismo año de su formación al Wacken Open Air, evento al que son invitados recurrentes desde entonces. Con la banda, Jennifer ha lanzado 4 álbumes de estudio y han sido teloneros de bandas como Scorpions, Saxon y Within Temptation y han sido invitados a numerosos festivales de música .

## Discografía

### Álbumes
- Songs of Love and Death (2015)
- Lost in Forever (2016)
- Heart of the Hurricane (2018)
- Hørizøns (2020)
- Beyond the Black (2023)

### Sencillos
| Año Lanzamiento | Título                            | Álbum                          |
| --------------- | --------------------------------- | ------------------------------ |
| 2015            | "In the Shadows"                  | Songs of Love and Death        |
| 2016            | "Lost in Forever"                 | Lost in Forever                |
| 2017            | "Night Will Fade"                 | Lost In Forever (Tour Edition) |
| 2017            | "Forget My Name (2017 Version)"   | N/A                            |
| 2018            | "Heart of the Hurricane"          | Heart of the Hurricane         |
| 2018            | "Million Lightyears"              | Heart of the Hurricane         |
| 2020            | "Misery"                          | Hørizøns                       |
| 2020            | "Golden Pariahs"                  | Hørizøns                       |
| 2020            | "Wounded Healer"                  | Hørizøns                       |
| 2020            | "Human"                           | Hørizøns                       |
| 2021            | "Wasted Years" (Amazon Original)" | N/A                            |

Sencillos de promoción
| Año Lanzamiento | Título Sencillo           | Álbum                   |
| --------------- | ------------------------- | ----------------------- |
| 2015            | "Songs of Love and Death" | Songs of Love and Death |
| 2015            | "Love Me Forever"         | Songs of Love and Death |
| 2016            | "Written in Blood"        | Lost in Forever         |
| 2016            | "Halo of the Dark"        | Lost in Forever         |
| 2018            | "My God Is Dead"          | Heart of the Hurricane  |